# Chabottes

Chabottes este o comună în departamentul Hautes-Alpes, Franța. În 1 ianuarie 2022 avea o populație de 955 de locuitori.